# Здравље
Здравље је ниво функционалне и метаболичке ефикасности живог организма. Код људи то је способност индивидуа или заједница да се адаптирају и владају собом приликом суочавања са физичким, менталним, психолошким и друштвеним променама у свом окружењу. Светска здравствена организација (СЗО) дефинише здравље у његовом најширем смислу и својој конституцији из 1948. године као „стање потпуног физичког, менталног и социјалног благостања, а не само одсуство болести или слабости”. Ова дефиниција је била предмет контроверзе, посебно због њеног недостатка оперативних вредности, двосмислености у развоју кохезивних здравствених стратегија и због проблема насталог коришћењем речи „комплетан”. Друге дефиниције су биле предложене, међу којима је недавна дефиниција која повезује здравље и личну сатисфакцију. Класификациони системи као што је СЗО фамилија међународних класификација, обухватају међународну класификацију функционисања, неспособности и здравља (ICF) и међународну класификацију болести (ICD), и они се обично користе за дефинисање и мерење компоненти здравља.
По негативној дефиницији, здравље представља одсуство болести. Код свих организама, здравље је вид хомеостазе у стању баланса са уносом и износом енергије и ствари у еквилибријуму (који дозвољава раст).
Неки од услова здравља су уравнотежена исхрана, редовна телесна активност и хигијена, као и стабилне породичне и друштвене околности.
| Здравствено стање | Ознака             | Психолошка димензија | Физичка димензија | Социјална димензија |
| ----------------- | ------------------ | -------------------- | ----------------- | ------------------- |
| 1                 | Нормално здрав     | Здрав                | Здрав             | Здрав               |
| 2                 | Песимистичан       | Болестан             | Здрав             | Здрав               |
| 3                 | Социјално болестан | Здрав                | Здрав             | Болестан            |
| 4                 | Хипохондар         | Болестан             | Здрав             | Болестан            |
| 5                 | Физички болестан   | Здрав                | Болестан          | Здрав               |
| 6                 | Мученик            | Болестан             | Болестан          | Здрав               |
| 7                 | Оптимиста          | Здрав                | Болестан          | Болестан            |
| 8                 | Озбиљно болестан   | Болестан             | Болестан          | Болестан            |

## Историја
Дефиниција здравља је еволуирала током времена. У складу са биомедицинском перспективом, ране дефиниције здравља фокусиране су на тему способности тела да функционише. Здравље је посматрано као стање нормалне функције која би се с времена на време пореметила услед болести. Пример такве дефиниције здравља је: „стање која се одликује анатомским, физиолошким и психолошким интегритетом, способност обављања лично вредносних породичних, радних и заједничких улога; способност подношења физичког, биолошког, психолошког и друштвеног стреса”. Затим је 1948. године, у радикалном одступању од претходних дефиниција, Светска здравствена организација предложила је дефиницију која је имала виши циљ: повезивање здравље са благостањем, у смислу „физичког, менталног и социјалног благостања, а не само одсуства болести и слабости”. Иако је ову дефиницију прихватили неки као иновативну, она је била критикована као нејасна, претерано широка и није сматрана мерљивом. Дуго времена је издвајана као непрактичан идеал и већина дискусија о здрављу се вратила у практичност биомедицинског модела.
Као што је дошло до промене са гледишта болести од стања до њеног разматрања у смислу процеса, исти помак се десио у дефиницијама здравља. Опет је СЗО одиграла водећу улогу када је подстакла развој покрета за промоцију здравља у осамдесетим годинама. Ово је довело до нове концепције здравља, не као стања, већ у динамичном смислу отпорности, другим речима, као „ресурса за живот”. Ревидирана дефиниција здравља СЗО из 1984. године дефинисана је као „степен до којег појединац или група може да реализује аспирације и задовољи потребе, као и да промени или да се суочи са животном средином. Здравље је ресурс за свакодневни живот, а не циљ живљења, то је позитиван концепт, који наглашавајући друштвене и личне ресурсе, као и физичке капацитете”. Према томе, здравље се односило на способност одржавања хомеостазе и опоравак од повреда. Ментално, интелектуално, емоционално и социјално здравље се односило на способност особе да се носи са стресом, стиче вештине, одржава односе, а све то формира ресурсе за отпорност и самосталан живот.

## Одреднице
Генерално, контекст у којем индивидуа живи је од великог значаја и за њен здравствени статус и за квалитет живота те особе. Све је више признато да се здравље одржава и побољшава не само кроз напредак и примену здравства, већ и кроз напоре и интелигентне изборе животног стила индивидуе и друштва. Према Светској здравственој организацији, главне детерминанте здравља обухватају социјално и економско окружење, физичко окружење и индивидуалне особине и понашања.
Специфичније, кључни фактори за које је утврђено да утичу на здравље људи, или његово одсуство, обухватају следеће:
- Приход и друштвени положај
- Мреже социјалне подршке
- Образовање и писменост
- Запошљење/радни услови
- Друштвена средина
- Биофизичко окружење
- Личне здравствене праксе и способност суочавања
- Здрави развој детета
- Биологија и генетика
- Службе здравствене заштите
- Род
- Култура

Све већи број студија и извештаја различитих организација и различитим контекстима испитује везе између здравља и различитих фактора, укључујући начин живота, окружење, организације здравствене неге и здравствену политику, као и једног специфичног здравственог приступа многих земаља током задњих година оличеног увођењем пореза на шећер. Порези на пиће су произашли из све веће забринутости због гојазности, нарочито међу младима. Пића која су заслађена шећером постала су мета иницијатива против гојазности са све већим доказима о њиховој повезаности са гојазношћу.. Примери докумената који иду у прилог овој иницијативи су канадски Лоландов извештај из 1974; студија округа Аламида у Калифорнији; и серија Светских извештаја о здрављу Светске здравствене организације, који имају фокус на проблемима глобалног здравља, укључујући приступ здравственој нези и побољшање исхода јавног здравља, посебно у земљама у развоју.
Концепт „здравственог поља” који се разликује од медицинске неге је произашао из Лалондовог канадског извештаја. У том извештају су идентификована три независна поља као одреднице индивидуалног здравља. Она су:
- Животни стил: скуп личних одлука (тј., оних над којима индивидуа има контролу) за које се може рећи да доприносе, или узрокују, болест или смрт;
- Животно окружење: сви аспекти који се односе на здравље који су спољашњи људском телу и над којима индивидуа има мало или нема контроле;
- Биомедицински: сви аспекти здравља, физичког и менталног, развијени унутар људског тела под утицајем генетичког устројства.

Одржавање и промоција здравља се остварује путем различитих комбинација физичког, менталног, и друштвеног добростања, што се све заједно понекад назива „здравственим троуглом”. Документ СЗО из 1986. под насловом Отавска повеља за промоцију здравља даље наводи да здравље није само стање, већ и „ресурс за свакодневни живот, а не циљ живљења. Здравље је позитиван концепт који наглашава друштвене и личне ресурсе, као и физичке капацитете”.
Фокусирајући се више на проблеме начина живота и њихових односа са функционалним здрављем, подаци из студија округа Аламеда сугеришу да људи могу да побољшају своје здравље путем вежбања, довољном количином спавања, одражавањем здраве телесне тежине, ограничавањем употребе алкохолних пића, и избегавањем пушења. Здравље и болест могу да коегзистирају, јер чак и људи са вишеструким хроничним болестима или терминалним болестима могу себе да сматрају здравим.
Окружење се често се наводи као важан фактор који утиче на здравствени статус појединаца. Овим се обухватају карактеристике животне средине, стамбеног окружења и друштвене средине. За факторе као што су чиста вода и ваздух, адекватни смештај, и безбедне заједнице и путеви, установљено је да сви доприносе добром здрављу, а посебно здрављу бега и деце. Неке од студија су показале да недостатак рекреативних простора у суседству, укључујући природно окружење, доводе до нижих нивоа личног задовољства и виших нивоа гојазности, што је повезано са смањењем свеукупног здравља и добробити. Ово указује на то да позитивне здравствене користи природног простора у урбаним насељима треба да буду узете у обзир у јавној управи и коришћењу земљишта.
Генетика, или наслеђене одлике од родитеља, такође имају улогу у одређивању здравственог стања појединаца и популације. Ово може обухватити предиспозицију на поједине болести и здравствене услове, као и навике и понашања појединаца која су развијене кроз животни стил њихових породица. На пример, генетика може да игра улогу у начину на који људи подносе стрес, било ментални, емотивни или физички. Гојазност је значајан проблем у Сједињеним Државама који доприноси лошем душевном здрављу и узрокује стрес у животима великог броја људи. (Једна потешкоћа је питање постављено у дебати о релативној јачини генетике и других фактора; интеракције између генетике и животне средине могу бити од посебне важности.)

### Потенцијални проблеми
Бројни типови здравствених проблема су широко заступљени широм света, при чему су болести један од најчешћих. Према подацима GlobalIssues.org, приближно 36 милиона људи умире сваке године од болести које нису заразне, чиме су обухваћене кардиоваскуларне болести, канцер, шећерна болест и хроничне болести плућа.
Међу заразним болестима, како вирусним тако и бактеријским, сида/ХИВ, туберкулоза, у маларија су највише заступљене, и узрокују милионе смртних случајева сваке године. Још једно здравствено питање које изазива смрт или доприноси другим здравственим проблемима је неухрањеност, посебно међу децом. Приближно 7,5 милиона деце са до пет година живота умере услед неухрањености, обично узроковане недостатком средстава да се прибави или припреми храна.
Телесне повреде су такође често здравствено питање широм света. Овим се у повреде укључују сломљене кости, преломи и опекотине који могу да смање квалитет живота особе или могу да проузрокују смртне случајеве, услед инфекција које настају услед повреда или генералне озбиљности повреда.
Избори животног стила су доприносећи фактори лошег здравља у многим случајевима. Овим је обухваћено пушење цигарета, а може бити обухваћена и лоша исхрана, било да се ради о преједању или прекомерно ограничавајућој дијети. Неактивност такође може да допринесе здравственим проблемима, као и недостатак спавања, прекомерно конзумирање алкохола и занемаривања оралне хигијене. Постоје и генетски поремећаји које особа наслеђује и који могу да варирају у погледу величине утицаја на особу и времена испољавања.
Иако се већина ових здравствених проблема може спречити, главни допринос глобалном лошем здрављу је чињеница да око једне милијарде људи нема приступ здравственим системима. Једно од најчешћих и најпроблематичнијих питања здравства је да велики број људи нема приступ квалитетним лековима.